# Ducado de Racibórz
El Ducado de Racibórz (en alemán: Herzogtum Ratibor; en checo: Ratibořské knížectví) era uno de los ducados de Silesia. Su capital era Racibórz en la Alta Silesia.

## Historia
Después de que Boleslao I el Alto y su hermano menor Miecislao I Piernas Torcidas, respaldados por el emperador Federico I Barbarroja, retuvieran su herencia en Silesia en 1163, el Ducado de Racibórz fue formado en 1172 como territorio para Miecislao. Estaba centrado en las ciudades de Racibórz, Koźle y Cieszyn. La pequeña porción de Miecislao fue ampliada por primera vez en 1177, cuando recibió los territorios de Bytom, Oświęcim, Zator, Pszczyna y Siewierz de su tío, el Alto Duque Casimiro II el Justo de Polonia. En 1202 Miecislao ocupó el Ducado de Opole de su difunto sobrino Jaroslav, formando el unificado Ducado de Opole y Racibórz.

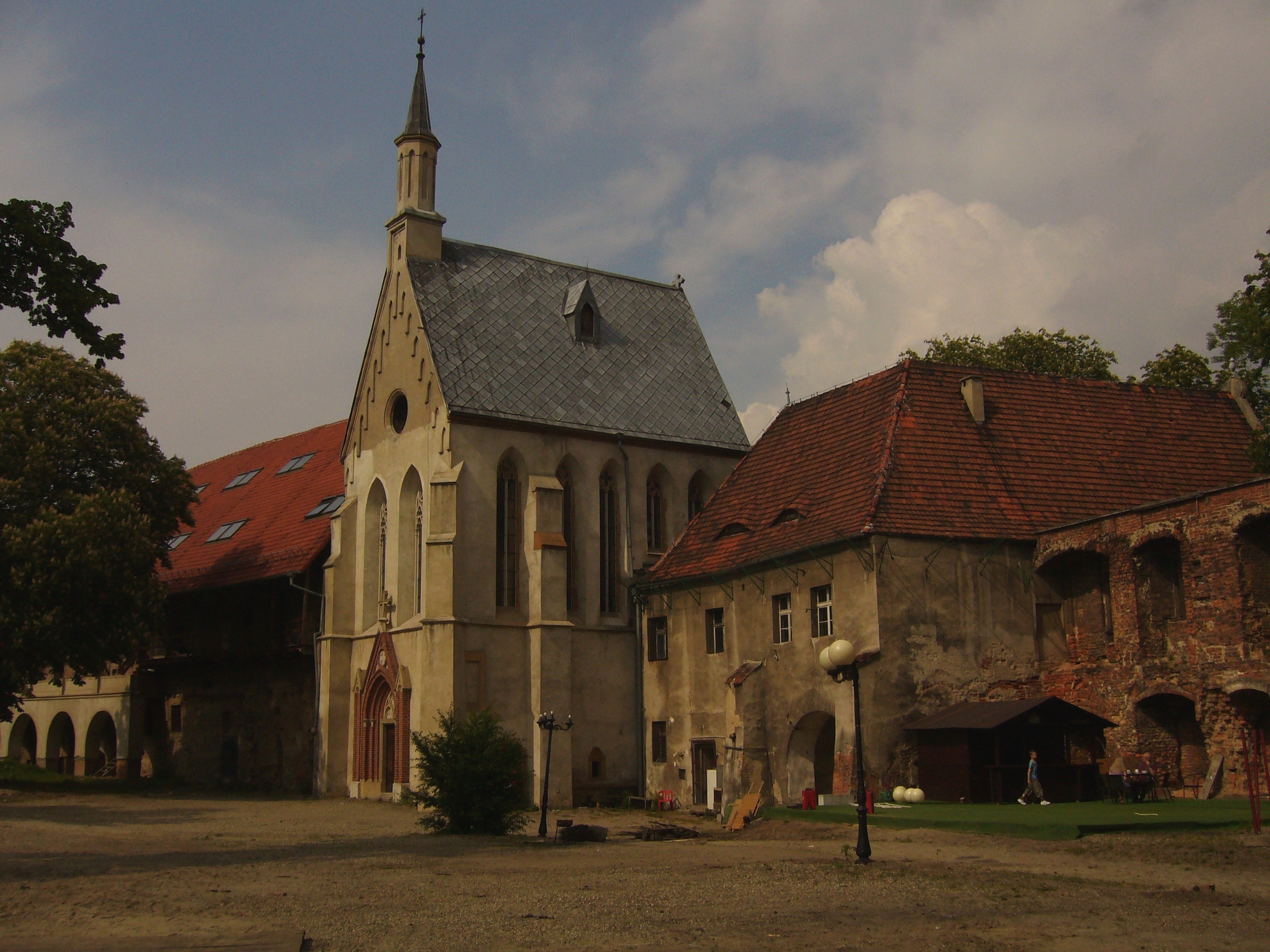
Castillo de Racibórz.

Después de la muerte del nieto de Miecislao, el Duque Vladislao de Opole en 1281, sus hijos de nuevo se dividieron el Ducado de Opole y Racibórz y en 1290 el Ducado de Racibórz fue recreado de nuevo, asignado al menor de los hijos de Vladislao, Premislao. Racibórz en ese tiempo comprendía los territorios de Wodzisław, Żory, Rybnik, Mikołów y Pszczyna, mientras que parte del territorio fue utilizado para la creación de los ducados de Cieszyn y Bytom gobernados por los hermanos de Premislao.
En 1327 el hijo de Premislao, el Duque Leszek pagó homenaje el rey Juan de Bohemia, a partir de lo cual su ducado se convirtió en un feudo del Reino de Bohemia. Después de la muerte sin descendencia de Leszek en 1336, el rey Juan tomó posesión del ducado y lo concedió al duque Premislida Nicolás II de Opava (Troppau), formando el Ducado unificado de Opava y Racibórz. El ducado sufriría varios cambios territoriales hasta que en 1521 fue de nuevo fusionado con Opole bajo el gobierno de Jan II el Bueno. Como Ducado de Opole y Racibórz, después de la muerte de Jan en 1532 volvió de nuevo a pasar a manos de la Casa de Habsburgo, reyes de Bohemia desde 1526. El feudo fue dado como empeño al Margrave Jorge de Brandeburgo-Ansbach de la casa de Hohenzollern, después brevemente a la polaca Casa de Vasa y finalmente fue anexionado e incorporado al Reino de Prusia por el Tratado de Breslavia de 1742.
El título de "Duque de Ratibor" fue adquirido por el Landgrave Víctor Amadeo de Hesse-Rotenburg en 1821. El rey Federico Guillermo IV de Prusia en 1840 lo concedió al sobrino del landgrave, el Príncipe Víctor de Hohenlohe-Schillingsfürst, a cambio de su renuncia a la herencia de la casa de Hohenlohe en favor de su hermano menor Clodoveo.

## Duques

### Piastas de Silesia
- Miecislao I Piernas Torcidas (1172-1211)

Unificado con Opole a partir de 1202.
- Casimiro I de Opole (1211-1230), hijo, bajo la tutela del Duque Enrique I el Barbudo hasta 1238.
- Miecislao II el Gordo (1230-1246), hijo
- Vladislao de Opole (1246-1281), hermano

Segregación de Opole, Cieszyn y Bytom.
- Miecislado de Cieszyn (1281-1290), hijo de Vladislao, Duque de Cieszyn en 1290, conjuntamente con su hermano.
  - Premislao (1281-1306)
- Leszek (1306-1336), hijo de Premislao, murió sin descendencia.

Línea extinta, ducado incautado como feudo por el rey Juan de Bohemia.

### Duques Premislidas de Opava
- Nicolás II (1337-1365)
- Juan I (1365-1378), hijo, también Duque de Krnov desde 1377.
- Juan II (1378-1424), hijo
- Nicolás V (1424-1437), hijo, conjuntamente con su hermano.
  - Venceslao (1424-1456)
- Juan III (1456-1493), hijo de Venceslao.
- Nicolás VI (1493-1506), hijo, conjuntamente con sus hermanos.
  - Juan IV (1493-1506)
  - Valentín (1493-1521)

Línea extinta, el ducado es heredado por el Duque Jan II el Bueno de Opole.